# Vincenzo Albanese (ciclista)
Vincenzo Albanese (Oliveto Citra, 12 novembre 1996) è un ciclista su strada italiano che corre per il team EF Education-EasyPost. È professionista dal 2017.

## Carriera
Dopo la vittoria nel 2016 al Trofeo Matteotti a Pescara vestendo la maglia della Selezione italiana, passa professionista a inizio 2017 con la Bardiani CSF, squadra con cui gareggia, senza vittorie o podi, fino a fine 2020, quando viene messo sotto contratto dalla neonata Eolo-Kometa di Ivan Basso e Alberto Contador. Campione del mondo 2018. Con questa formazione si mette in luce nel 2021 prima alla Tirreno-Adriatico e poi al Giro d'Italia, corsa nella quale è protagonista indossando la prima maglia azzurra e inserendosi spesso in fughe; in settembre è anche secondo al Memorial Marco Pantani, anticipato da Sonny Colbrelli.
Nella primavera 2022 ottiene altri ottimi risultati in maglia Eolo: conclude terzo al Trofeo Calvià, undicesimo alla Milano-Sanremo, settimo al Giro di Sicilia e due volte secondo di tappa alla Vuelta a Asturias, in entrambe le occasioni dietro a Simon Yates. Al seguente Giro d'Italia è quindi settimo nella frazione con arrivo a Potenza e terzo in quella con arrivo a Jesi, subito dopo Biniam Girmay e Mathieu van der Poel. A giugno arriva anche il quarto posto in classifica generale al Tour of Slovenia (vinto da Tadej Pogačar) con una corsa brillante e matura, lottando in tutte le tappe e arrivando sempre con i migliori.
Il 19 agosto del 2022 arriva finalmente la sua prima vittoria da professionista al Tour du Limousin, imponendosi, con uno scatto da finisseur a 1500 mt dal traguardo, nella tappa di Limoges.

## Palmarès
- 2016 (Hopplà-Petroli Firenze, sei vittorie)

Trofeo Edil C
Gran Premio della Liberazione
1ª tappa Oberösterreichrundfahrt (Linz > Linz, cronometro)
Trofeo Matteotti
1ª tappa Tour de l'Avenir (Le Puy-en-Velay > Veauche)
Ruota d'Oro
- 2022 (Eolo-Kometa Cycling Team, una vittoria)

4ª tappa Tour du Limousin (Saint-Laurent-sur-Gorre > Limoges)
- 2025 (EF Education-EasyPost, una vittoria)

2ª tappa Giro di Svizzera (Aarau > Schwarzsee)

### Altri successi
- 2016 (Hopplà-Petroli Firenze)

Classifica a punti Tour de l'Avenir
- 2023 (Eolo-Kometa Cycling Team)

Classifica a punti Giro di Sicilia
Classifica a punti Vuelta a Asturias
Classifica finale Trittico Lombardo

## Piazzamenti

### Grandi Giri
- Giro d'Italia

2017: non partito (16ª tappa)
2021: 75º
2022: 68°
2023: 70º
- Tour de France

2025: 114º

### Classiche monumento
- Milano-Sanremo

2019: ritirato
2020: 134º
2022: 11º
2024: 24º
2025: 27º
- Giro delle Fiandre

2024: 28°
- Parigi-Roubaix

2025: 110º
- Giro di Lombardia

2021: ritirato

### Competizioni mondiali
- Campionati del mondo

Ponferrada 2014 - In linea Under-23: 32º
Doha 2016 - In linea Under-23: 82º
Bergen 2017 - In linea Under-23: 5º

### Competizioni europee
- Campionati europei

Plumelec 2016 - In linea Under-23: 7º

## Riconoscimenti
- Premio Giglio d'oro 2017 - Rivelazione dell'anno (neo professionisti) Memorial Gastone Nencini[1]